# Kobyla (województwo podlaskie)
Kobyla – wieś w Polsce położona w województwie podlaskim, w powiecie siemiatyckim, w gminie Perlejewo.
W latach 1975–1998 miejscowość administracyjnie należała do województwa łomżyńskiego.
Wierni kościoła rzymskokatolickiego należą do parafii św. Jana Chrzciciela w Grannym.

## Historia
Włość krzemieńską w roku 1434 od książąt litewskich otrzymał Mikołaj Nasuta z Międzyrzeca. W połowie XV w. dobra te były własnością Miszki Wesztortowicza. W ramach włości krzemieńskiej założył on kilka nowych osad, w tym również Kobylę, w roku 1459.
W XVI w. wieś był własnością Kosińskich, następnie Wodyńskich i Oborskich. Później została przejęta przez Zbigniewa Ossolińskiego i odtąd pozostawała własnością Ossolińskich, w ramach dóbr Rudka. 
Obok wsi funkcjonował folwark o tej samej nazwie, który na początku XIX wieku wchodził w skład klucza rudzkiego. W roku 1861 wieś została uwłaszczona, a folwark najpewniej został rozparcelowany. 
W 1902 roku miejscowość należała do gminy Skórzec w powiecie bielskim i guberni grodzieńskiej i mierzyła 350 dziesięcin gruntów uprawnych.
W roku 1921 we wsi 42 domy i 288 mieszkańców narodowości polskiej, w tym 7. wyznania mojżeszowego. 